# Ctenidium trichocladum
Ctenidium trichocladum là một loài Rêu trong họ Hypnaceae. Loài này được (Taylor) Mitt. mô tả khoa học đầu tiên năm 1869.